# WA Mattheis
WA Mattheis é uma equipe de competições que disputa a Stock Car Brasil em parceria com a Red Bull Racing.
Criada em 2007 através de uma sociedade entre William Lube e Andreas Mattheis, a equipe usa a mesma estrutura da Andreas Mattheis Motorsport na cidade de Petrópolis, RJ.
Em 2008 conquistou o campeonato de pilotos com Ricardo Maurício, dirigindo um Peugeot 307. Em 2009, o time mudou de nome com a entrada da Red Bull, passando a competir como Red Bull Racing com os pilotos Cacá Bueno e Daniel Serra.